# Chaoilta cameroni
Chaoilta cameroni är en stekelart som först beskrevs av Josef Fahringer 1928.  Chaoilta cameroni ingår i släktet Chaoilta och familjen bracksteklar. Inga underarter finns listade i Catalogue of Life.